# B-Dienst
El B-Dienst (Beobachtungsdienst) fue una organización alemana de descifrado naval. Durante la Segunda Guerra Mundial, B-Dienst decodificó el código naval británico Cypher No. 3, proporcionando información para la Batalla del Atlántico, hasta que el Almirantazgo británico introdujo el código de cifrado naval n.º 5 el 10 de junio de 1943. B-Dienst también decodificó algunos códigos navales de la marina mercante.